# Morena De Vita
Morena De Vita (ur. 2000) – włoska zapaśniczka walcząca w stylu wolnym. 
Zajęła piąte miejsce na mistrzostwach Europy w 2022. Trzecia na ME U-23 w 2022. Trzecia na MŚ juniorów w 2019, a także na ME w 2018. Trzecia na ME kadetów w 2017 roku.